# Paa mokokchungensis
Nanorana mokokchungensis là một loài ếch trong họ Ranidae. Chúng là loài đặc hữu của Ấn Độ.
Các môi trường sống tự nhiên của chúng là các khu rừng vùng núi ẩm nhiệt đới hoặc cận nhiệt đới và sông.